# Rosenklöver
Rosenklöver (Trifolium hirtum) är en ärtväxtart som beskrevs av Carlo Allioni. Enligt Catalogue of Life ingår Rosenklöver i släktet klövrar och familjen ärtväxter, men enligt Dyntaxa är tillhörigheten istället släktet klövrar och familjen ärtväxter. Arten förekommer tillfälligt i Sverige, men reproducerar sig inte. Inga underarter finns listade i Catalogue of Life.
Kronbladen är purpurfärgade.

## Bildgalleri

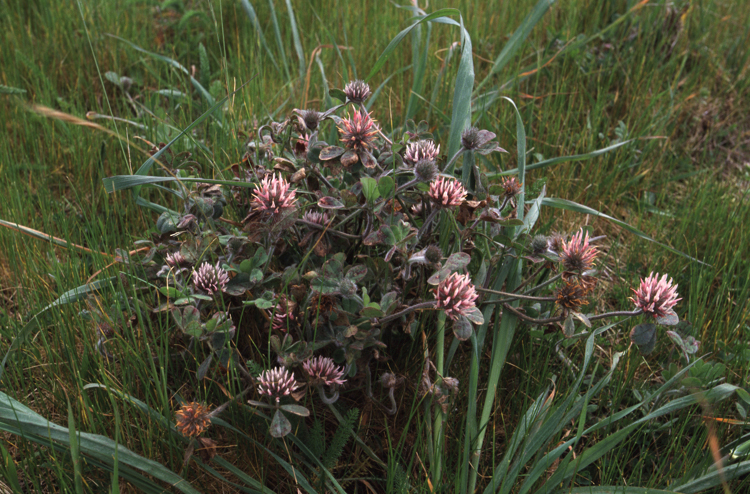
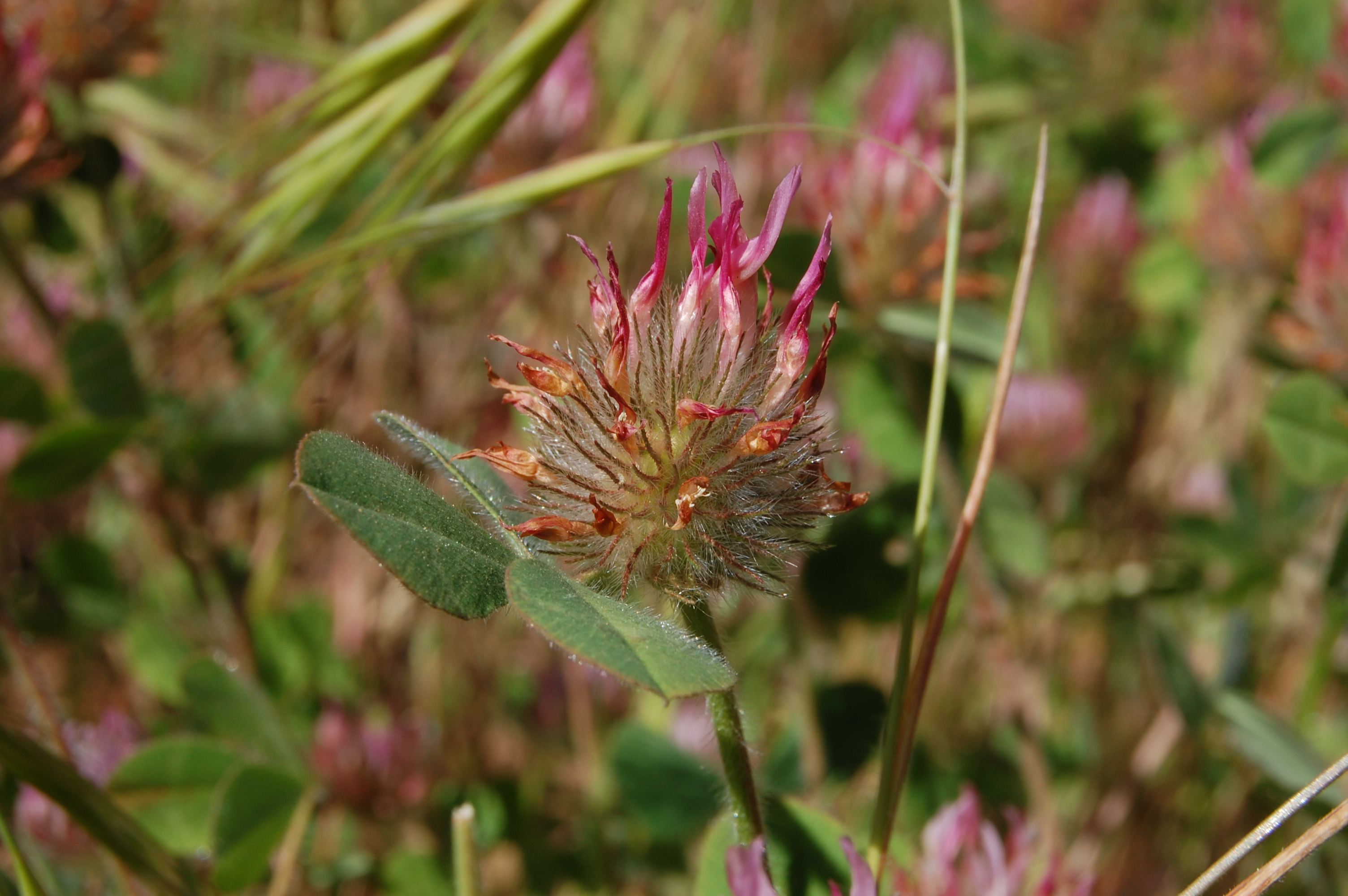